# The New Yardbirds
The New Yardbirds foi uma banda de rock britânica de 1968, conhecida como a sequência da banda The Yardbirds e o estagio inicial da formacão da banda Led Zeppelin.

## História

### Momentos finais: The Yardbirds
No primeiro semestre de 1968, o Yardbirds encontrava-se em uma turnê americana, e Jimmy Page simplesmente não tinha mais paciência para aguentar os excessos do vocalista Keith Relf. Embora Jimmy já fosse usuário de cocaína, isso nunca o atrapalhou na hora de fazer shows. Jimmy sempre cobrava profissionalismo e era ignorado. Jimmy gostava muito do Yardbirds e não queria que tudo acabasse dessa forma, decidiu-se a permanecer com a banda e recebeu os direitos sobre seu nome. O Yardbirds tocou pela última vez, Keith Relf e Jim McCarty seguiram carreira solo, restando assim, apenas Jimmy Page e Chris Dreja, membros finais da banda.

### Nova formação: The New Yardbirds
O guitarrista Jimmy Page e  o baixista Chris Dreja formaram em Julho de 1968, uma nova banda, The New Yardbirds, de modo a conseguirem cumprir um contrato feito para a realização de concertos na Escandinávia, assinado antes do último concerto dos Yardbirds. Steve Marriott que na época integrava o Small Faces, foi inicialmente cogitado por Page para o vocal da banda, depois Terry Reid recusou a oferta de Page para ser o vocalista, mas sugeriu Robert Plant, conhecido pelo seu trabalho no grupo "The Band of Joy". Junto com ele veio o baterista John Bonham( Jimmy Page inicialmente cogitava para baixo e bateria, seus amigos do The Who, John Entwistle e Keith Moon. Logo, Dreja sai da banda para seguir carreira de fotógrafo, então, John Paul Jones, que já havia se oferecido anteriormente para integrar a banda, é convocado por Jimmy Page para ocupar o baixo( Page e John já haviam trabalhado juntos anteriormente, como músicos de estúdio ). Estava então, formado o quarteto, a futura lendária banda de rock, Led Zeppelin.

### Primeira reunião e mudança de nome: Led Zeppelin
Numa tarde de 1968, os quatro se encontraram para o primeiro ensaio em um pequeno estúdio em Londres. Começaram então a tocar clássicos da época de Page no Yardbirds, incluindo Dazed and Confused (versão em potencial, considerada superior que a antiga, dos Yardbirds). Após cumprir a turnê na Escandinávia, sem o apoio de nenhuma gravadora, em 30 horas, o primeiro álbum foi gravado. Quando as gravações terminaram, a banda sentia seu potencial e já não precisam mais do nome "Yardbirds" para atrair atenção. A banda mudou o nome para Led Zeppelin. Esse nome surgiu depois que Keith Moon e John Entwistle comentaram que um "supergrupo" contendo eles dois, Jimmy Page e Jeff Beck (que era a ideia original de Page) cairia como um "balão de chumbo" (do inglês "lead zeppelin"). A palavra "lead" é propositadamente mal escrita para que a pronúncia correta seja usada (também poderia ser lida como "lid", que lhe daria outro significado). Assim inicia-se a legendária trajetória da banda com o seu novo nome e com seu futuro promissor, que revolucionária a história do rock.

## Formação
- Jimmy Page - guitarra solo
- Chris Dreja - baixo
- Robert Plant - vocais, gaita
- John Bonham - bateria
- John Paul Jones - baixo, bandolim, teclados

A banda chamava ao seu empresário, Peter Grant, de o "quinto elemento".